# Belgisch zoetwaterhengelteam
Het Belgisch zoetwaterhengelteam is een nationaal zoetwaterhengelteam voor heren.

## Historiek
Het Belgisch team werd zevenmaal wereldkampioen en won daarnaast zilver en achtmaal brons. In het individueel klassement op dit WK veroverden de Belgische teamleden achtmaal goud, achtmaal zilver en negenmaal brons. Goed voor een medaillespiegel van 51 stuks.

## Palmares
|       | Team | Team   | Team  | Individeel | Individeel | Individeel | Totaal | Totaal | Totaal | totaal (medailles) |
| Kamp. | Goud | Zilver | Brons | Goud       | Zilver     | Brons      | Goud   | Zilver | Brons  | totaal (medailles) |
| ----- | ---- | ------ | ----- | ---------- | ---------- | ---------- | ------ | ------ | ------ | ------------------ |
| WK    | 7    | 11     | 8     | 8          | 8          | 9          | 15     | 19     | 17     | 51                 |
| EK    |      |        |       |            |            |            |        |        |        |                    |

### Team
| Kampioenschap | Locatie                             | Medaille |
| ------------- | ----------------------------------- | -------- |
| WK 1954       | Düsseldorf (BRD)                    | Zilver   |
| WK 1955       | Reading (Verenigd Koninkrijk)       | Zilver   |
| WK 1956       | Parijs (Frankrijk)                  | Zilver   |
| WK 1958       | Hoei (België)                       | Goud     |
| WK 1960       | Gdańsk (Polen)                      | Goud     |
| WK 1961       | Leipzig (DDR)                       | Zilver   |
| WK 1962       | Peschiera (Italië)                  | Brons    |
| WK 1964       | Isola Pescaroli (Italië)            | Brons    |
| WK 1966       | Marthan Ferry (Verenigd Koninkrijk) | Zilver   |
| WK 1967       | Dunaújváros (Hongarije)             | Goud     |
| WK 1969       | Bad Oldesloe (BRD)                  | Zilver   |
| WK 1970       | Berg (Nederland)                    | Goud     |
| WK 1971       | Pozzolo (San Marino)                | Zilver   |
| WK 1973       | Chalon-sur-Saône (Frankrijk)        | Goud     |
| WK 1975       | Bydgoszcz (Polen)                   | Brons    |
| WK 1977       | Ehnen (Luxemburg)                   | Zilver   |
| WK 1980       | Mannheim (BRD)                      | Brons    |
| WK 1983       | Amersfoort (Nederland)              | Goud     |

| Kampioenschap | Locatie                          | Medaille |
| ------------- | -------------------------------- | -------- |
| WK 1984       | Yverdon / Salavaux (Zwitserland) | Brons    |
| WK 1985       | Firenze (Italië)                 | Brons    |
| EK 1995       |                                  | Goud     |
| WK 1995       | Lappeenranta (Finland)           | Brons    |
| EK 1996       |                                  | Goud     |
| EK 1999       |                                  | Goud     |
| EK 2000       |                                  | Brons    |
| EK 2002       |                                  | Goud     |
| WK 2002       | Coimbra (Portugal)               | Brons    |
| WK 2005       | Lappeenranta (Finland)           | Brons    |
| EK 2006       | Rieux (Frankrijk)                | Goud     |
| WK 2007       | Velence (Hongarije)              | Brons    |
| EK 2009       | Radeče (Slovenië)                | Zilver   |
| EK 2011       | Opole (Polen)                    | Brons    |
| WK 2011       | Ostellato (Italië)               | Brons    |
| EK 2013       | Liptovský Mikuláš (Slovakije)    | Goud     |
| EK 2017       | Rovigo (Italië)                  | Zilver   |
| WK 2017       | Ronquières (België)              | Goud     |

### Individueel
| Kampioenschap | Locatie                             | Goud                 | Zilver               | Brons             |
| ------------- | ----------------------------------- | -------------------- | -------------------- | ----------------- |
| WK 1955       | Reading (Verenigd Koninkrijk)       |                      | Dufeys               |                   |
| WK 1956       | Parijs (Frankrijk)                  | F. Cerfontaine       |                      |                   |
| WK 1958       | Hoei (België)                       | J. Garroit           | F. Cerfontaine       |                   |
| WK 1960       | Gdańsk (Polen)                      |                      | F. Cerfontaine       | F. Swennen        |
| WK 1966       | Marthan Ferry (Verenigd Koninkrijk) |                      | P. Baudot            | C. Roelandt       |
| WK 1967       | Dunaújváros (Hongarije)             | Jacques Isenbaert    |                      | G. Detry          |
| WK 1969       | Bad Oldesloe (BRD)                  |                      |                      | J. Vermeulen      |
| WK 1970       | Berg (Nederland)                    | Marcel Van Den Eynde | Pierre Michiels      | P. Pacquet        |
| WK 1973       | Chalon-sur-Saône (Frankrijk)        | Pierre Michiels      | Marcel Van Den Eynde | G. Herbert        |
| WK 1977       | Ehnen (Luxemburg)                   | J. Mainil            |                      | J. Quinet         |
| WK 1981       | Luddington (Verenigd Koninkrijk)    |                      |                      | S. Lecocq         |
| WK 1982       | Newry (Ierland)                     |                      |                      | F. Bartolas       |
| WK 1995       | Lappeenranta (Finland)              |                      | J. Wilmart           |                   |
| WK 1998       | Zagreb (Kroatië)                    |                      | P. Carroyer          |                   |
| WK 2005       | Lappeenranta (Finland)              | Guido Nullens        |                      |                   |
| EK 2017       |                                     |                      | Luc Thijs            | Bart De Crée      |
| WK 2017       | Ronquières (België)                 | Luc Thijs            |                      | Geoffrey Duquesne |